# Isaiah Hartenstein
Isaiah Hartenstein (Eugene, 5 mei 1998) is een Duits-Amerikaans basketbalspeler die uitkomt voor de Oklahoma City Thunder. 

## Carrière

### Eerste stappen als prof in Duitsland en Litouwen
In 2008 verhuisde Hartenstein met zijn familie naar Duitsland. Hartenstein speelde in de jeugdreeksen bij de Artland Dragons. Op 1 februari 2015 maakte Hartenstein op 16-jarige leeftijd zijn debuut voor de Artland Dragons in de Basketball Bundesliga. In augustus 2015 tekende Hartenstein een contract bij het Litouwse BC Žalgiris Kaunas, maar hij werd voor één seizoen terug uitgeleend aan de Artland Dragons. Na een half seizoen bij de Artland Dragons (ondertussen actief in de Duitse derde klasse) sloot Hartenstein in januari 2016 toch aan bij Žalgiris Kaunas. Op 28 september 2016 maakte Hartenstein zijn debuut voor Žalgiris Kaunas in de Lietuvos Krepšinio Lyga en in de EuroLeague. Met Žalgiris Kaunas won Hartenstein in 2017 de Litouwse beker.

### Gedraft door de Houston Rockets - eerste jaren in de NBA G League
In 2017 stelde Hartenstein zich kandidaat voor de NBA draft waar hij als 43e werd uitgekozen door de Houston Rockets. In de zomer van 2017 nam Hartenstein met Duitsland deel aan het Europees kampioenschap. Duitsland kon zich kwalificeren voor de kwartfinale waarin er werd verloren van Spanje. Tijdens het seizoen 2017/18 speelde Hartenstein voor de Rio Grande Valley Vipers in de NBA G League. Een jaar na de draft, op 25 juli 2018 tekende Hartenstein een contract bij de Houston Rockets. Hartenstein maakte op 17 oktober 2018 zijn debuut in de NBA tijdens de openingswedstrijd van de Houston Rockets tegen de New Orleans Pelicans. Tijdens de seizoenen 2018/19 en 2019/20 werd Hartenstein ook regelmatig uitgeleend aan de Rio Grande Valley Vipers. In 2019 won Hartenstein met Rio Grande de titel in de NBA G League. Hartenstein werd verkozen tot tot MVP van de finale. Op 23 juni 2020 verbraken de Houston Rockets het contract van Hartenstein.

### 2020-2024: passages bij diverse clubs
Op 30 november 2020 tekende Hartenstein een contract bij de Denver Nuggets. Hartenstein kreeg in Denver speelgelegenheid in 30 wedstrijden, waarna hij op 25 maart 2021 samen met twee toekomstige draftkeuzes tegen JaVale McGee geruild werd naar de Cleveland Cavaliers. In Cleveland speelde Hartenstein 16 wedstrijden, goed voor een gemdiddelde van 8,3 punten tijdens 17,9 speelminuten. Hartenstein tekende op 27 september 2021 een contract bij de Los Angeles Clippers. In Los Angeles werd Hartenstein ook uitsluitend vanop de bank uitgespeeld. Na één seizoen, op 12 juli 2022 verliet Hartenstein alweer de Clippers wanneer hij een contract tekende bij de New York Knicks. Hartenstein speelde twee seizoenen in New York. Tijdens het seizoen 2023/24 werd Hartenstein steeds meer als basisspeler uitgespeeld en kreeg hij gemiddeld 25,3 minuten speeltijd. Hierin was hij goed voor een gemiddelde van 7,8 punten en 8,3 rebounds per wedstrijd. In de playoffs was Hartenstein met de Knicks in de eerste ronde te sterk voor de Philadelphia 76ers waarna er in de halve finale van de Eastern Conference werd verloren van de Indiana Pacers.

### 2024: Contract bij de Oklahoma City Thunder en NBA-kampioen
Op 6 juli 2024 tekende Hartenstein een contract voor drie seizoen bij de Oklahoma City Thunder. Hartenstein was bij het begin van het seizoen 24/25 aanvankelijk geblesseerd. Na zijn blessure maakte Hartenstein op 20 november 2024 zijn debuut voor Oklahoma. Hartenstein werd quasi elke wedstrijd als basisspeler gebruikt. Tijdens het seizoen 2024/25 liet Oklahoma City in de maand december een 12-1 winst/verlies-reeks optekenen. Oklahoma sloot het reguliere seizoen af als beste ploeg met 68 overwinningen. In de playoffs was Hartenstein met Oklahoma achtereenvolgens te sterk voor de Memphis Grizzlies en de Denver Nuggets. In de finale van de Western conference was Oklahoma met 4-1 te sterk voor de Minnesota Timberwolves zodat Hartenstein met Oklahoma in de NBA Finale mocht spelen tegen de Indiana Pacers. In deze NBA Finale was Oklahoma in 7 wedstrijden de betere van Indiana, waardoor Hartenstein een eerste NBA-titel op zijn palmares mocht bijschrijven.

## Erelijst
- NBA G League-kampioen: 2019
- NBA G League Finals Most Valuable Player Award: 2019
- NBA-kampioen: 2025

## Statistieken
| Legenda | Legenda                | Legenda | Legenda                 | Legenda | Legenda               |
| ------- | ---------------------- | ------- | ----------------------- | ------- | --------------------- |
| WG      | Wedstrijden gespeeld   | WS      | Wedstrijden als starter | MPW     | Minuten per wedstrijd |
| FG%     | Fieldgoal-percentage   | 3P%     | Drie-punterpercentage   | VW%     | Vrije-worppercentage  |
| RPW     | Rebounds per wedstrijd | APW     | Assists per wedstrijd   | SPW     | Steals per wedstrijd  |
| BPW     | Blocks per wedstrijd   | PPW     | Punten per wedstrijd    | Vet     | Hoogste in carrière   |

### Regulier seizoen
| Seizoen  | Team                  | WG  | WS  | MPW  | 2P%  | 3P%  | FW%  | RPW  | APW | SPW | BPW | PPW  |
| -------- | --------------------- | --- | --- | ---- | ---- | ---- | ---- | ---- | --- | --- | --- | ---- |
| 2018/19  | Houston Rockets       | 28  | 0   | 7,9  | 48,8 | 33,3 | 78,6 | 1,7  | 0,5 | 0,3 | 0,4 | 1,9  |
| 2019/20  | Houston Rockets       | 23  | 2   | 11,6 | 65,7 | 0,0  | 67,9 | 3,9  | 0,8 | 0,4 | 0,5 | 4,7  |
| 2020/21  | Denver Nuggets        | 30  | 0   | 9,1  | 51,3 | -    | 61,1 | 2,8  | 0,5 | 0,4 | 0,7 | 3,5  |
| 2020/21  | Cleveland Cavaliers   | 16  | 2   | 17,9 | 58,2 | 33,3 | 68,6 | 6,0  | 2,5 | 0,5 | 1,2 | 8,3  |
| 2021/22  | Los Angeles Clippers  | 68  | 0   | 17,9 | 62,6 | 46,7 | 68,9 | 4,9  | 2,4 | 0,7 | 1,1 | 8,3  |
| 2022/23  | New York Knicks       | 82  | 8   | 19,9 | 53,5 | 21,6 | 67,6 | 6,5  | 1,2 | 0,6 | 0,8 | 5,0  |
| 2023/24  | New York Knicks       | 75  | 49  | 25,3 | 64,4 | 33,3 | 70,7 | 8,3  | 2,5 | 1,2 | 1,1 | 7,8  |
| 2024/25  | Oklahoma City Thunder | 57  | 53  | 27,9 | 58,1 | 0,0  | 67,5 | 10,7 | 3,8 | 0,8 | 1,1 | 11,2 |
| Carrière | Carrière              | 379 | 114 | 19,5 | 59,2 | 25,5 | 68,6 | 6,4  | 2,0 | 0,7 | 0,9 | 6,8  |

### Playoffs
| Seizoen  | Team                  | WG | WS | MPW  | 2P%   | 3P%  | FW%  | RPW | APW | SPW | BPW | PPW |
| -------- | --------------------- | -- | -- | ---- | ----- | ---- | ---- | --- | --- | --- | --- | --- |
| 2019/20  | Houston Rockets       | 2  | 0  | 1,1  | 100,0 | -    | -    | 0,5 | 0,0 | 0,0 | 0,0 | 2,0 |
| 2022/23  | New York Knicks       | 11 | 0  | 20,0 | 47,8  | -    | 75,0 | 4,6 | 1,3 | 0,8 | 1,4 | 3,1 |
| 2023/24  | New York Knicks       | 13 | 13 | 29,8 | 59,2  | 50,0 | 86,4 | 7,8 | 3,5 | 0,3 | 0,9 | 8,5 |
| 2024/25  | Oklahoma City Thunder | 23 | 20 | 22,4 | 61,9  | -    | 66,7 | 7,5 | 2,2 | 0,8 | 0,5 | 8,1 |
| Carrière | Carrière              | 49 | 33 | 23,0 | 60,0  | 50,0 | 75,0 | 6,7 | 2,3 | 0,7 | 0,8 | 6,8 |

2 Gilgeous-Alexander · 
3 Jones · 
5 Dort · 
6 Jay. Williams · 
7 Holmgren · 
8 Jal. Williams · 
9 Caruso · 
11 Joe · 
13 Dieng · 
14 Flagler · 
15 Carlson · 
21 Wiggins · 
22 Wallace · 
25 Mitchell · 
34 K. Williams · 
55 Hartenstein · 
88 Ducas · 
Coach Daigneault